# Aporosa
Aporosa es un género de plantas con flores perteneciente a la familia Phyllanthaceae. Consiste en 75 especies distribuidas desde Malasia a las Islas Salomón.

## Sinónimos
- Aporusa Blume, orth. var.
- Leiocarpus Blume
- Lepidostachys Wall.
- Scepa Lindl.
- Tetractinostigma Hassk.

## Especies
- Aporosa acuminata Thwaites
- Aporosa alia Schot
- Aporosa annulata Schot
- Aporosa antennifera (Airy Shaw) Airy Shaw
- Aporosa arborea (Blume) Müll.Arg.
- Aporosa aurea Hook.f.
- Aporosa banahaensis (Elmer) Merr.
- Aporosa basilanensis Merr.
- Aporosa benthamiana Hook.f.
- Aporosa bourdillonii Stapf
- Aporosa brassii Mansf.
- Aporosa brevicaudata Pax & K.Hoffm.
- Aporosa bullatissima Airy Shaw
- Aporosa caloneura Airy Shaw
- Aporosa cardiosperma (Gaertn.) Merr.
- Aporosa carrii Schot
- Aporosa chondroneura (Airy Shaw) Schot
- Aporosa confusa Gage
- Aporosa decipiens Pax & K.Hoffm.
- Aporosa dendroidea Schot
- Aporosa duthieana King ex Pax & K.Hoffm.
- Aporosa egregia Airy Shaw
- Aporosa elmeri Merr.
- Aporosa falcifera Hook.f.
- Aporosa ficifolia Baill.
- Aporosa flexuosa Pax & K.Hoffm.
- Aporosa frutescens Blume
- Aporosa fulvovittata Schott
- Aporosa fusiformis Thwaites
- Aporosa globifera Hook.f.
- Aporosa grandistipula Merr.
- Aporosa granularis Airy Shaw
- Aporosa hermaphrodita Airy Shaw
- Aporosa heterodoxa Airy Shaw
- Aporosa illustris Airy Shaw
- Aporosa lagenocarpa Airy Shaw
- Aporosa lamellata Airy Shaw
- Aporosa lanceolata (Tul.) Thwaites
- Aporosa latifolia Moon ex Thwaites
- Aporosa laxiflora Pax & K.Hoffm.
- Aporosa ledermanniana Pax & K.Hoffm.
- Aporosa leptochrysandra Airy Shaw
- Aporosa leytensis Merr.
- Aporosa longicaudata Kaneh. & Hatus. ex Schot
- Aporosa lucida (Miq.) Airy Shaw
- Aporosa lunata (Miq.) Kurz
- Aporosa macrophylla (Tul.) Müll.Arg.
- Aporosa maingayi Hook.f.
- Aporosa microstachya (Tul.) Müll.Arg.
- Aporosa misimana Airy Shaw ex Schot
- Aporosa nervosa Hook.f.
- Aporosa nigricans Hook.f.
- Aporosa nigropunctata Pax & K.Hoffm.
- Aporosa nitida Merr.
- Aporosa octandra (Buch.-Ham. ex D.Don) Vickery - kokra de la India[1]
- Aporosa papuana Pax & K.Hoffm.
- Aporosa parvula Schot
- Aporosa penangensis (Ridl.) Airy Shaw
- Aporosa planchoniana Baill. ex Müll.Arg.
- Aporosa praegrandifolia (S.Moore) Schot
- Aporosa prainiana King ex Gage
- Aporosa pseudoficifolia Pax & K.Hoffm.
- Aporosa quadrilocularis (Miq.) Müll.Arg.
- Aporosa reticulata Pax & K.Hoffm.
- Aporosa rhacostyla Airy Shaw
- Aporosa sarawakensis Schot
- Aporosa sclerophylla Pax & K.Hoffm.
- Aporosa selangorica Pax & K.Hoffm.
- Aporosa serrata Gagnep.
- Aporosa sphaeridiophora Merr.
- Aporosa stellifera Hook.f.
- Aporosa stenostachys Airy Shaw
- Aporosa subcaudata Merr.
- Aporosa sylvestri Airy Shaw
- Aporosa symplocifolia Merr.
- Aporosa symplocoides (Hook.f.) Gage
- Aporosa tetrapleura Hance
- Aporosa vagans Schot
- Aporosa villosa (Lindl.) Baill.
- Aporosa wallichii Hook.f.
- Aporosa whitmorei Airy Shaw
- Aporosa yunnanensis (Pax & K.Hoffm.) F.P.Metcalf[2]